# Stadion Budowlanych Łódź
Stadion Budowlanych Łódź – stadion do rugby w Łodzi, w Polsce. Został wybudowany w latach 1963–1972. Może pomieścić 3000 widzów. Obiekt wykorzystywany jest przez rugbystów klubu Budowlani Łódź, wielokrotnych mistrzów Polski w rugby.